# Anund Gårdske
Anund Gårdske byl švédským králem kolem roku 1070, není ale jasné, jestli vůbec někdy vládl, je zmiňován pouze historikem a kronikářem Adamem z Brém.
Anund Gårdske pocházel z Kyjevské Rusi. Odtud pochází i jeho přídomek Gårdske, který vychází z označení pro Kyjevskou Rus ve skandinávských jazycích. Jako křesťan vydal zákaz lidských obětí v chrámu v Uppsale a kvůli tomu byl ještě téhož roku svržen.
Nationalencyklopedin u nástupnictví vládců vynechává Anunda a uvádí Haakona Rudého jako nástupce Halstena Stenkilssona.
Existuje teorie, která slučuje Anunda a Inge I. Inge byl rovněž horlivý křesťan a zakázal oběti, následkem čehož přišel o trůn.